# Epureni (Vaslui)
Epureni é uma comuna romena localizada no distrito de Vaslui, na região de Moldávia. A comuna possui uma área de 63.42 km² e sua população era de 3216 habitantes segundo o censo de 2007.